# سلطة النقد (هونغ كونغ)
سلطة النقد في هونغ كونغ (هيئة النقد، أو بالصينية: 金管局 ) هي مؤسسة مصرفية مركزية في هونغ كونغ والبنك المركزي الفعلي. وهي هيئة حكومية تأسست في 1 نيسان/أبريل  عام 1993 باندماج مكتب صندوق الصرف ومكتب المفوض المصرفي. تقدم المنظمة تقاريرها مباشرة إلى وزير المالية.

## سياسات
تعد الاحتياطيات الرسمية لهونغ كونغ والنظام المصرفي من الأسس المهمة لنظام سعر الصرف المرتبط .

### أدوات
منذ عام 1995 ، دخلت في اتفاقية استقرار مع البنوك المركزية في ماليزيا وتايلاند وإندونيسيا وأستراليا للدخول في اتفاقيات إعادة الشراء ، والتي توفر السيولة على أساس ثنائي الاتجاه.

## روابط خارجية
- سلطة النقد في هونج كونج (HKMA)
- صندوق الاستثمار الأجنبي المحدود (EFIL)
- شركة هونغ كونغ للرهن العقاري المحدودة (HKMC)
- هونج كونج ملاحظة للطباعة المحدودة (HKNPL)
- معهد هونغ كونغ للبحوث النقدية (HKIMR)
- هونج كونج Interbank Clearing Limited (HKICL)